# Smalingen
Smalingen är en sjö i Åre kommun i Jämtland och ingår i Indalsälvens huvudavrinningsområde. Sjön har en area på 0,607 kvadratkilometer och ligger 777,3 meter över havet.

## Delavrinningsområde
Smalingen ingår i det delavrinningsområde (699752-137714) som SMHI kallar för Utloppet av Smalingen. Medelhöjden är 828 meter över havet och ytan är 6,83 kvadratkilometer. Räknas de 2 avrinningsområdena uppströms in blir den ackumulerade arean 19,33 kvadratkilometer. Vattendraget som avvattnar avrinningsområdet har biflödesordning 3, vilket innebär att vattnet flödar genom totalt 3 vattendrag innan det når havet efter 342 kilometer. Avrinningsområdet består mestadels av skog (44 procent), sankmarker (30 procent) och kalfjäll (17 procent). Avrinningsområdet har 0,6 kvadratkilometer vattenytor vilket ger det en sjöprocent på 8,8 procent.